# 巴爾多尼亞 (紐約州)
巴爾多尼亞（英語：Bardonia）是位於美國紐約州羅克蘭縣的普查規定居民點。

## 人口
根據2020年美國人口普查的數據，巴爾多尼亞的面積為7.14平方千米，當中陸地面積為6.64平方千米，而水域面積為0.50平方千米。當地共有人口4249人，而人口密度為每平方千米595.1人。